# 青山眞也
青山 眞也（あおやま しんや、1975年6月21日 -　）は、日本の社会人野球の元選手（内野手、外野手）・監督である。

## 来歴
京都西高等学校3年の時に第75回全国高等学校野球選手権大会に出場し、2回戦の郡山（奈良）戦で本塁打を放っている。
城西大学では4年春にチーム初優勝に貢献。同期に礒恒之、白鳥正樹、1年下に本柳和也、川井貴志、小山田保裕がいた。卒業後に入社したJR東海では主砲として長年活躍し、都市対抗野球大会にはJR東海が不出場の年にも他チームの補強選手として出場することが多く、2010年には10年連続出場の表彰を受けている。
現役引退後の2011年12月にJR東海の監督に就任。2017年限りで退任し、以後は社業に専念している。
2022年、NHKの高校野球解説者に就任した。

## 主な表彰・タイトル
- 首都大学野球リーグ 首位打者、ベストナイン外野手（1995年秋季）
- 社会人ベストナイン（2002年、外野手部門）[7]
- 第73回都市対抗野球大会 打撃賞（2002年）
- 都市対抗野球10年連続出場（2010年）